# Julian Hettwer
Julian Hettwer (* 15. Juni 2003 in Bochum) ist ein deutscher Fußballspieler, der flexibel im Sturm eingesetzt werden kann. Er steht bei Fortuna Düsseldorf unter Vertrag und absolvierte ein Länderspiel für die deutsche U19.

## Karriere

### Anfänge im Ruhrgebiet
Nach seinen Anfängen in der Jugend von Concordia Wiemelhausen wechselte Hettwer zum VfL Bochum und später zum FC Schalke 04. Im Sommer 2018 kam er in die Jugendabteilung des MSV Duisburg. Nach insgesamt fünf Spielen in der A-Junioren-Bundesliga, bei denen ihm ein Tor gelang, kam er dort auch zu seinem ersten Einsatz im Profibereich, als er am 14. November 2020, dem 10. Spieltag, bei der 1:2-Auswärtsniederlage gegen Türkgücü München in der 77. Spielminute für Moritz Stoppelkamp eingewechselt wurde. Mit diesem Einsatz wurde er mit 17 Jahren und 91 Tagen der drittjüngste Spieler, der jemals in der 3. Liga eingesetzt wurde. In der Folge wurde Hettwer zum festen Kadermitglied der Duisburger Herrenmannschaft. 

### Profi beim BVB
Zur Saison 2023/24 wechselte er innerhalb der 3. Liga zu Borussia Dortmund II. Er rückte für den zu seinem Stammverein Werder Bremen zurückgekehrten Leihspieler Justin Njinmah auf die rechten Außenbahn und absolvierte 36 Ligaspiele, so viele wie kein anderer Mitspieler. Hettwer stand in 33 Partien von Beginn an auf dem Feld und sammelte mit der Mannschaft 54 Punkte, was zuvor noch keiner U23 des BVB in der 3. Liga gelungen war. Hettwer hatte zur Mannschaftsleistung 15 Scorerpunkte beigesteuert und musste ein Spiel in Folge einer Rotsperre von der Tribüne aus verfolgen. In der Folgesaison hatte der Flügelstürmer, der von Trainer Jan Zimmermann von der rechten auf die linke Seite verschoben wurde, bereits zur Winterpause seine Vorjahresleistung übertroffen und stand bei 11 Toren und sechs Vorlagen. Trotz dessen wurde er, anders als etwa seine Teamkameraden Jordi Paulina, Ayman Azhil oder Cole Campbell, nicht in Aktivitäten der Bundesligamannschaft involviert. Eine Rückenverletzung setzte Hettwer zu Beginn der Rückserie außer Gefecht, woraufhin er erst Anfang April 2025 wieder spielen konnte. Hettwer leistete in der Folge zwar zwei weitere Torvorlagen und war selbst dreimal vor dem gegnerischen Tor erfolgreich, verlor allerdings mit dem Team ab dem 34. Spieltag fünfmal in Folge. Folglich stieg die U23 Dortmunds als Tabellensiebzehnter in die Regionalliga ab. Hettwers Wichtigkeit für die Mannschaft hatte sich beispielsweise dadurch bewiesen, dass er 11 Ligaspiele verpasste und zum Saisonende trotz allem noch der beste Dortmunder Scorer war.

### Wechsel nach Düsseldorf
Zur Spielzeit 2025/26 wechselte der Offensivspieler gemeinsam mit seinem Dortmunder Teamkameraden, dem Torwart Marcel Lotka, in die 2. Bundesliga zu Fortuna Düsseldorf.